# Роякско плато
Роякското плато е плато в Североизточна България, Източната Дунавска равнина, области Шумен и Варна. Името на платото произлиза от разположеното в източната му част село Рояк, община Дългопол.
Роякското плато се издига в южната част на Източната Дунавска равнина и е разположено между долината на река Голяма Камчия (на юг и югозапад), която го отделя от най-североизточните разклонения на Върбишка планина и Смядовското поле и Синделската низина на север, през която от запад на изток протича река Главница, десен приток на Провадийска река. На северозапад, чрез ниска седловина, през която преминава третокласен път № 731, Роякското плато се свързва с Провадийското плато.
Най-силно издигната е западната част на платото, където се намира и най-високата му точка връх Дикеолу (410 м), разположен на 2 км североизточно от село Кълново, община Смядово. На изток платото постепенно се понижава и завършва в междуречието на Провадийска река и Камчия. Дължината му от запад на изток е около 40 км, а максималната му ширина в западната част е 13 – 14 км. Западните и южните му склонове се спускат стръмно, на места отвесно към долината на Голяма Камчия, а северният му склон е полегат и плавно преминава към Синделската низина.
Роякското плато е изградено от терциерни песъчливи мергели и варовици.
Климатът е умерено-континентален със сравнително студена зима и топло лято. Почвите са основно сиви горски, заети с нискостеблени гори от дъб и габър, силно антроположки променени. Източната, по-ниска част на платото, е заета от обработваеми земи.
На платото и по периферията му са разположени общо 20 населени места, в т.ч. 1 град и 19 села. В източната му част са селата Китен, Рояк и Чайка, а по периферията му – град Дългопол и селата Кълново, Ивански, Вехтово, Друмево, Славейково, Комарево, Бозвелийско, Бързица, Нова Шипка, Величково, Боряна, Камен дял, Сладка вода, Черни връх, Ново Янково и Янково.
Източната, ниска част на платото, между селата Комарево и Боряна, на протежение от 15,4 км се пресича от третокласен път № 208 от Държавната пътна мрежа Ветрино – Провадия – Айтос.

## Топографска карта
- Лист от карта K-35-31. Мащаб: 1 : 100 000.
- Лист от карта K-35-32. Мащаб: 1 : 100 000.